# Blepharoneura diva
Blepharoneura diva är en tvåvingeart som beskrevs av Giglio-tos 1893. Blepharoneura diva ingår i släktet Blepharoneura och familjen borrflugor. Inga underarter finns listade.